# Куп пет нација 1913.
Куп пет нација 1913. (службени назив: 1913 Five Nations Championship) је било 32. издање овог најелитнијег репрезентативног рагби такмичења Старог континента. а 4. издање Купа пет нација.
Црвене руже су освојиле Гренд слем. Енглески рагбисти су били сјајни у одбрани, примили су само 4 поена у 4 утакмице.

## Такмичење
Француска - Шкотска 3-21
Велс - Енглеска 0-12
Енглеска - Француска 20-0
Шкотска - Велс 0-8
Ирска - Енглеска 4-15
Шкотска - Ирска 29-14
Француска - Велс 8-11
Велс - Ирска 16-13
Енглеска - Шкотска 3-0
Ирска - Француска 24-0

## Табела
|   | Селекција                      | ИГ | Д | Н | И | ПД | ПП | ПР  | Б |  |
| - | ------------------------------ | -- | - | - | - | -- | -- | --- | - |  |
| 1 | Рагби репрезентација Енглеске  | 4  | 4 | 0 | 0 | 50 | 4  | +46 | 8 |  |
| 2 | Рагби репрезентација Велса     | 4  | 3 | 0 | 1 | 35 | 33 | +2  | 6 |  |
| 3 | Рагби репрезентација Шкотске   | 4  | 2 | 0 | 2 | 50 | 28 | +22 | 4 |  |
| 4 | Рагби репрезентација Ирске     | 4  | 0 | 0 | 4 | 55 | 60 | -5  | 2 |  |
| 5 | Рагби репрезентација Француске | 4  | 0 | 0 | 4 | 11 | 76 | -65 | 0 |  |

| Победник Купа пет нација 1913.                            |
| --------------------------------------------------------- |
| Репрезентација Енглеске 5. титула првака Европе у рагбију |